# Zadovka

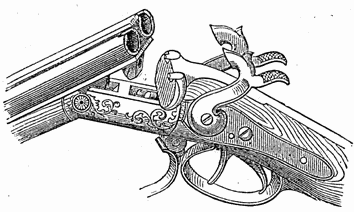
Lovecká zbraň nabíjená zezadu

Zadovka je označení pro hlavňové střelné zbraně nabíjené zezadu.
Do skupiny zadovek patří ruční palné zbraně, ale i zbraně velkých ráží jako jsou děla a podobně. Kromě palných zbraní vyhovují definici zadovek také zbraně, kde je energie výstřelu čerpána ze stlačeného vzduchu nebo jiného plynu. V současnosti patří téměř všechny moderní hlavňové zbraně mezi zadovky.

## Princip
Zezadu nabíjená střelná hlavňová zbraň je založena na možnosti otevřít a zase pevně zavřít hlaveň na straně opačné než je ústí hlavně. K tomu je používáno zařízení zvané závěr.

## Historie

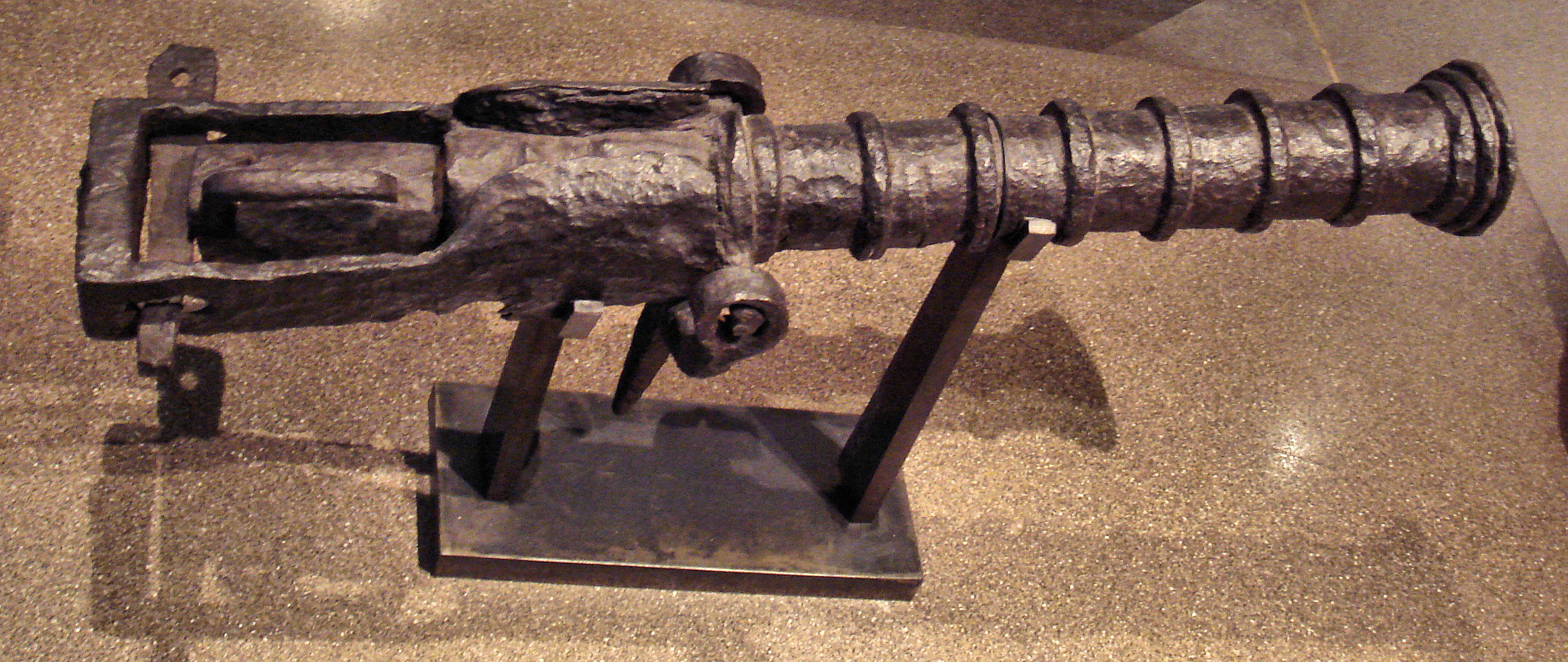
Lodní obrtlíkové dělo z roku 1410

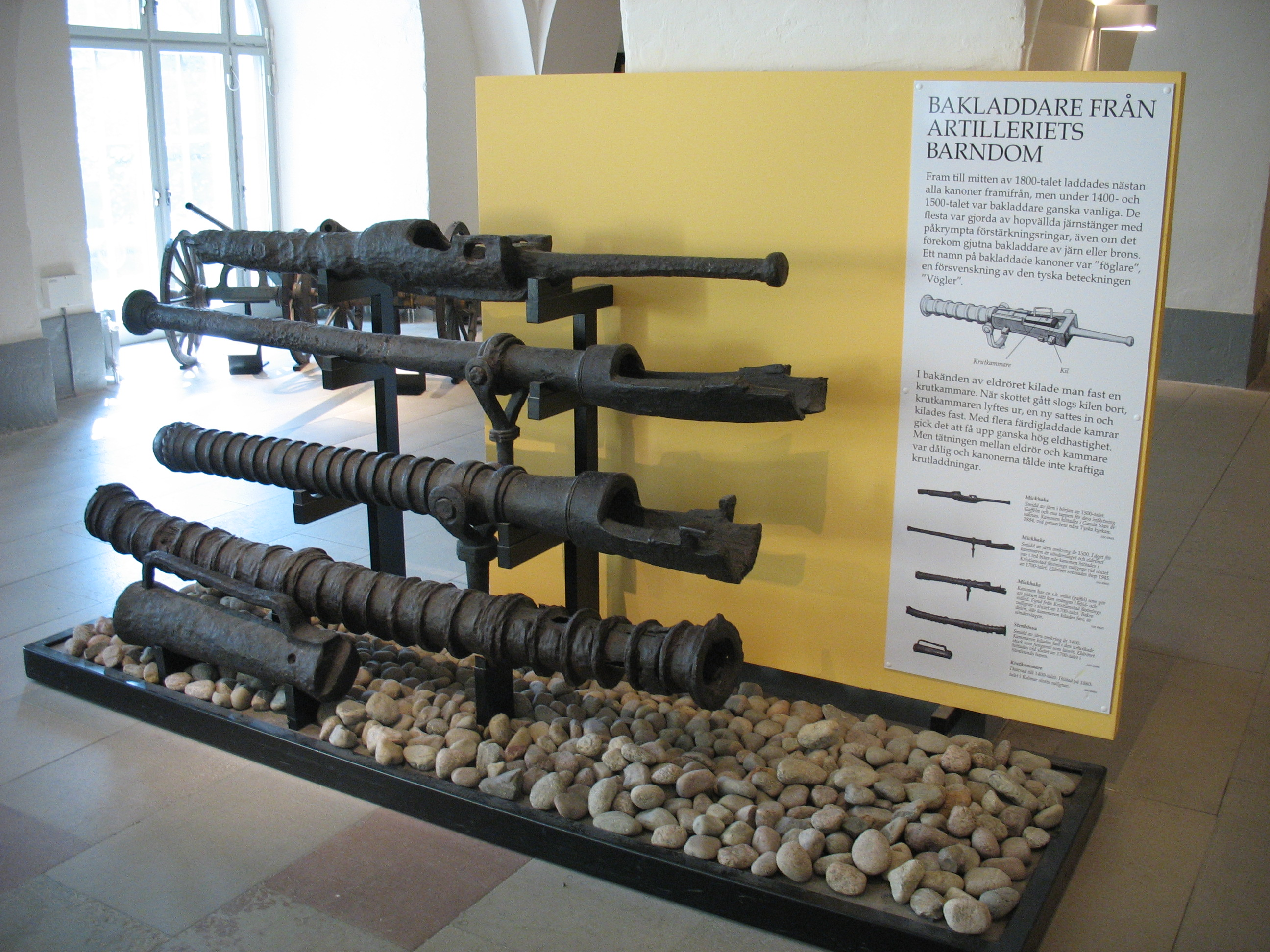
Rané typy děl nabíjených zezadu z 15. a 16. století uložené ve vojenském muzeu ve Stockholmu

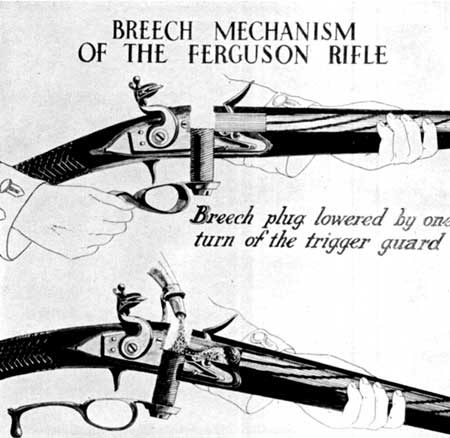
18. století Fergusonova puška

Podobně jako více vynálezů je historie objevení samotného principu poměrně stará. K úplnému nasazení a rozšíření může ještě vést další dlouhá cesta. Neověřené prameny uvádí, že první zbraně nabíjené zezadu byly sestrojeny už ve 14. století. Na připojeném obrázku je lodní dělo z počátku 15. století.
K velkému rozvoji použití a téměř úplnému nahrazení předovek došlo až v souvislosti s dalšími objevy mezi které patří zejména:
- dosažení technologického pokroku, který umožnil vyrobit kvalitní závěr
- drážkovaný vývrt hlavně,
- perkusní zápal,
- bicí mechanismus a
- jednotný náboj.

Nasazení zadovek s některými, nebo všemi výše uvedenými objevy vedlo k výraznému zvýšení palebné síly a převaze armád které tyto zbraně použily.
Od 19. století došlo prakticky, s výjimkou speciálního použití například u minometů, k úplnému nahrazení předovek zadovkami. Další vývoj vedl ke konstrukci opakovacích a samonabíjecích zbraní.